# Allaegopis skandergianus
Allaegopis skandergianus is een slakkensoort uit de familie van de Zonitidae. De wetenschappelijke naam van de soort is voor het eerst geldig gepubliceerd in 1924 door Polinski.